# Орден Гражданского признания для жертв терроризма
Орден Гражданского признания для жертв терроризма (исп. Orden de Reconocimiento Civil a las Víctimas del Terrorismo) — государственная награда Испании.
Орден был учреждён 8 октября 1999 года, в правление короля Хуана Карлоса, в соответствии с принятым в тот же день законом о солидарности с жертвами терроризма. Орден вручается, как прижизненно, так и посмертно, гражданам Испании и иностранцам, которые были убиты, ранены, похищены или пережили захват в заложники в результате террористических актов, совершенных на территории Испании.
Орден состоит из двух степеней. Первая степень вручается посмертно погибшим от рук террористов. Вторая степень ордена вручается тем, кто выжил, но был ранен, пережил похищение или захват в заложники.
Знак ордена представляет собой равноконечный крест с лучами красной эмали, наложенный на золотую звезду, с гербом Испании в центральном медальоне и короной (указанием на то, что Испания является королевством) в середине верхнего луча.

## Дальнейшее чтение
- Barrios Pintado, F.; Alvarado, J.; y García-Mercadal, F., Introducción al Derecho Premial: la concesión de honores y distinciones, editorial Dykinson, Madrid, 2023, ISBN 978-84-1170-475-5
- Ceballos-Escalera A, García-Mercadal F. Las órdenes y condecoraciones civiles del Reino de España. Centro de Estudios Constitucionales y Boletín Oficial del Estado, Madrid, 2.ª edic., 2003. ISBN 84-340-1418-1
- García-Mercadal, Fernando, Los símbolos políticos, el ceremonial y las distinciones oficiales del Reino de España, Dykinson, Madrid, 2019. ISBN 978-84-1324-295-8.